# Північний радський канал
Північний радський канал (словац. Severný radský kanál) — меліоративний канал; притока Сомоторського каналу, протікає в окрузі Требишів.
Довжина приблизно 9,0-9,5 км. Витік знаходиться в масиві Східнословацька низовина. Протікає Західний лелеський канал.
Протікає територією сіл Затін; Войчиці; Свята Марія; Сомотор; Мали Гореш і Рад.